# Gynoplistia brassi
Gynoplistia brassi är en tvåvingeart som beskrevs av Alexander 1960. Gynoplistia brassi ingår i släktet Gynoplistia och familjen småharkrankar. Inga underarter finns listade i Catalogue of Life.